# ماسافومی میزوکی
ماسافومی میزوکی (انگلیسی: Masafumi Mizuki؛ زادهٔ ۱ اوت ۱۹۷۴) بازیکن فوتبال اهل ژاپن است.
از باشگاه‌هایی که در آن بازی کرده‌است می‌توان به باشگاه فوتبال کاشیما آنتلرز و باشگاه فوتبال آویسپا فوکوئوکا اشاره کرد.